# Nejlepší střelec 1. české hokejové ligy
Nejlepší střelec 1. české hokejové ligy je ocenění udělované nejlepšímu střelci sezóny 1. české hokejové ligy.

## Seznam nejlepších střelců

### Základní část
| Sezóna    | Vítěz            | Klub                        | Počet branek |
| --------- | ---------------- | --------------------------- | ------------ |
| 1993/1994 | Michal Tomek     | HC Zbrojovka Vsetín         | 25           |
| 1994/1995 | Dalibor Římský   | HC Železárny Třinec         | 32           |
| 1995/1996 | Aleš Pavlík      | HC Havířov                  | 29           |
| 1996/1997 | Libor Dolana     | HC Rebel Havlíčkův Brod     | 31           |
| 1997/1998 | Kamil Koláček    | KLH Chomutov                | 37           |
| 1998/1999 | Patrik Fink      | HC Excalibur Znojemští Orli | 37           |
| 1999/2000 | Jiří Cmunt       | HC Berounští Medvědi        | 21           |
| 2000/2001 | Richard Richter  | SK Kadaň                    | 28           |
| 2001/2002 | Mojmír Musil     | Bílí Tygři Liberec          | 31           |
| 2002/2003 | Michal Jeslínek  | KLH Chomutov                | 28           |
| 2003/2004 | Oldřich Bakus    | HC Dukla Jihlava            | 23           |
| 2004/2005 | Tomáš Martinec   | HC VČE Hradec Králové       | 29           |
| 2005/2006 | David Appel      | HC Kometa Brno              | 30           |
| 2006/2007 | Ladislav Boušek  | KLH Chomutov                | 31           |
| 2007/2008 | Milan Kostourek  | KLH Chomutov                | 26           |
| 2008/2009 | Oldřich Bakus    | HC Dukla Jihlava            | 27           |
| 2009/2010 | Daniel Hodek     | HC Dukla Jihlava            | 25           |
| 2010/2011 | Tomáš Urban      | HC Benátky nad Jizerou      | 22           |
| 2011/2012 | Daniel Hodek     | HC Dukla Jihlava            | 31           |
| 2012/2013 | Matěj Pekr       | HC Olomouc                  | 31           |
| 2013/2014 | Tomáš Nouza      | BK Mladá Boleslav           | 34           |
| 2014/2015 | Jaroslav Roubík  | HC Slovan Ústí nad Labem    | 38           |
| 2015/2016 | Vítězslav Bílek  | Rytíři Kladno               | 45           |
| 2016/2017 | Jan Kloz         | Rytíři Kladno               | 22           |
| 2017/2018 | Tomáš Divíšek    | LHK Jestřábi Prostějov      | 24           |
| 2018/2019 | Luboš Rob        | VHK ROBE Vsetín             | 39           |
| 2019/2020 | Martin Kadlec    | HC Stadion Litoměřice       | 32           |
| 2020/2021 | Ladislav Bittner | SK Horácká Slavia Třebíč    | 25           |
| 2021/2022 | Riku Sihvonen    | HC Stadion Litoměřice       | 28           |
| 2022/2023 | Lukáš Žálčík     | Draci Pars Šumperk          | 29           |
| 2023/2024 | Martin Dočekal   | SK Horácká Slavia Třebíč    | 31           |
| 2024/2025 | Pavel Klhůfek    | VHK ROBE Vsetín             | 58           |